# Susitna
Susitna (anglicky Susitna River) je řeka na Aljašce v USA. Je přibližně 500 km dlouhá. Povodí má rozlohu 46 500 km².

## Průběh toku
Pramení na východě Aljašského hřbetu. Ústí do Cookova zálivu Tichého oceánu.

## Vodní režim
Zdrojem vody jsou převážně sněhové i dešťové srážky a také ledovce. Průměrný roční průtok vody činí 670 m³/s. Nejvyšších vodních stavů dosahuje od května do září.

## Využití
Vodní doprava je možná do vzdálenosti 150 km od ústí. Údolím řeky prochází železniční trať ze Sewardu do Fairbanks.